# مرد سایه‌ای (فیلم ۲۰۱۴)
مردسایه‌ای (به زبان مالایالم:ഷാഡോ മാൻ) یک فیلم محصول ۲۰۱۴ سینما مالایالم در ژانر فیلم مهیج به کارگردانی ماجو ماتئو. 